# (402) Chloë
(402) Chloë – planetoida z grupy pasa głównego asteroid okrążająca Słońce w ciągu 4 lat i 35 dni w średniej odległości 2,56 j.a. Została odkryta 21 marca 1895 roku w Observatoire de Nice w Nicei przez Auguste Charloisa. Nazwa planetoidy pochodzi od mitycznej pasterki Chloe. Przed jej nadaniem planetoida nosiła oznaczenie tymczasowe (402) 1895 BW.